# ジヂャール・ナド・サーザヴォウ - チシノフ線
ジヂャール・ナド・サーザヴォウ - チシノフ線（チェコ語: Železniční trať Žďár nad Sázavou – Tišnov）は、チェコ国鉄の鉄道線の名称である。路線番号は256。
1905年、帝立王立国有鉄道によって開業した。250号線の旧線である。2019年以前の路線番号は251であった。

## 歴史
ドイツブロート＝ティシュノヴィッツ地方鉄道（Lokalbahn Deutschbrod–Tischnowitz）は1898年12月にドイツブロート（現在ハヴリーチュクーフブロド） - ザール（現在ジジャール）間を開通した後に、1902年6月7日にブリュン（現在ブルノ）方面の鉄道建設に関する許可を獲得した。1905年6月23日にザール - ティシュノヴィッツ（現在ティシュノフ）間は開通されて、ドイツブロート - ブリュン間の列車運行は一応可能となった。オーストリア帝国鉄道（略: kkStB）は契約条件により運営を担当した。
第一次世界大戦の終戦後、新生のチェコスロバキア国営鉄道（略: ČSD）はkkStBの運営を継承した。1925年1月1日の法律により、地方鉄道はČSDとの合併で国有化された。
1953年、ハヴリーチュクーフブロド - ジジャール間の移設および複線化工事が完了して、この路線はブルノ - ハヴリーチュクーフブロド線と分離された。

## 運行形態
ネドヴィエディツェ - ティシュノフ間の運賃制は南モラヴィア州総合運輸システム（Integrovaný dopravní systém Jihomoravského kraje, IDS JMK）により管理されている。

### 快速「スピェシニー(Sp)」
休日に限り、ブルノ～チシノフ～ジヂャール間に一日1往復が運行される。
2022年以前は、東行に限りボラチに停車していた。

### 普通
2時間に1本の運行だが、ジヂャール～ノヴェー・ムニェスト間で1時間に1本の運行となる（休日の一部時間帯を除く）。所要時間は、並行する250号線の普通列車より長い。また、ネドヴェヂツェ - チシノフ間では、平日・土曜に限り時間帯により増発される。
2019年以前は、ノヴェー・ムニェスト - ネドヴェヂツェ間でも、平日の一部時間帯に限り増発されていた。休日は、全線で2時間に1本の運行であった。

## 駅一覧
以下では、チェコ国鉄251号線の駅と営業キロ、停車列車、接続路線などを一覧表で示す。
- 種別
  - Sp：特急
  - Os：普通
- 停車駅
  - ■印：全列車停車
  - ▼∧印：チシノフ方面行のみ停車
  - ｜印：全列車通過

| 路線名 | 駅名                                     | 駅間営業キロ | 累計営業キロ                      | 累計営業キロ       | Sp | Os | 接続路線                                                     | 所在地         | 所在地                           |
| ------ | ---------------------------------------- | ------------ | --------------------------------- | ------------------ | -- | -- | ------------------------------------------------------------ | -------------- | -------------------------------- |
| 256    | ジヂャール・ナド・サーザヴォウ駅         | -            | ハヴリーチクーフ・ブロドから 33.5 | ジヂャールから 0.0 | ■  | ■  | 250号線                                                      | ヴィソチナ州   | ジヂャール・ナド・サーザヴォウ郡 |
| 256    | ヴェセリーチコ駅                         | 5.6          | 39.1                              | 5.6                | ｜ | ■  |                                                              | ヴィソチナ州   | ジヂャール・ナド・サーザヴォウ郡 |
| 256    | ラドニョヴィツェ駅                       | 3.1          | 42.2                              | 8.7                | ■  | ■  |                                                              | ヴィソチナ州   | ジヂャール・ナド・サーザヴォウ郡 |
| 256    | ノヴェー・ムニェスト・ナ・モラヴェ停留所 | 3.0          | 45.2                              | 11.7               | ■  | ■  |                                                              | ヴィソチナ州   | ジヂャール・ナド・サーザヴォウ郡 |
| 256    | ノヴェー・ムニェスト・ナ・モラヴェ駅     | 2.0          | 47.2                              | 13.7               | ■  | ■  |                                                              | ヴィソチナ州   | ジヂャール・ナド・サーザヴォウ郡 |
| 256    | オレシナー・ナ・モラヴェ駅               | 3.7          | 50.9                              | 17.4               | ■  | ■  |                                                              | ヴィソチナ州   | ジヂャール・ナド・サーザヴォウ郡 |
| 256    | ロヴネー・ヂヴィショフ駅                 | 5.2          | 56.1                              | 22.6               | ■  | ■  |                                                              | ヴィソチナ州   | ジヂャール・ナド・サーザヴォウ郡 |
| 256    | ロズソヒ駅                               | 2.1          | 58.2                              | 24.7               | ■  | ■  |                                                              | ヴィソチナ州   | ジヂャール・ナド・サーザヴォウ郡 |
| 256    | ビストルジツェ・ナド・ペルンシテイネム駅 | 5.3          | 63.5                              | 30.0               | ■  | ■  |                                                              | ヴィソチナ州   | ジヂャール・ナド・サーザヴォウ郡 |
| 256    | ロジナー駅                               | 7.2          | 70.7                              | 37.2               | ■  | ■  |                                                              | ヴィソチナ州   | ジヂャール・ナド・サーザヴォウ郡 |
| 256    | ヴェジナー駅                             | 3.3          | 74.0                              | 40.5               | ｜ | ■  |                                                              | ヴィソチナ州   | ジヂャール・ナド・サーザヴォウ郡 |
| 256    | ネドヴェヂツェ駅                         | 5.7          | 79.7                              | 46.2               | ■  | ■  |                                                              | 南モラヴィア州 | ブルノ・ヴェンコフ郡             |
| 256    | ドウブラヴニーク駅                       | 3.5          | 83.2                              | 49.7               | ■  | ■  |                                                              | 南モラヴィア州 | ブルノ・ヴェンコフ郡             |
| 256    | プルドカー停留所                         | 2.3          | 85.5                              | 52.0               | ｜ | ■  |                                                              | 南モラヴィア州 | ブルノ・ヴェンコフ郡             |
| 256    | ボラチ駅                                 | 2.4          | 87.9                              | 54.4               | ｜ | ■  |                                                              | 南モラヴィア州 | ブルノ・ヴェンコフ郡             |
| 256    | シチェパーノヴィツェ駅                   | 3.6          | 91.5                              | 58.0               | ｜ | ■  |                                                              | 南モラヴィア州 | ブルノ・ヴェンコフ郡             |
| 256    | チシノフ駅                               | 3.5          | 95.0                              | 61.5               | ■  | ■  | 250号線（クルジジャノフ方面）、251号線（フルショヴァニ方面） | 南モラヴィア州 | ブルノ・ヴェンコフ郡             |